# Nick Greeves
Nick Greeves ist ein britischer Chemiker.
Greeves studierte bei Stuart Warren an der Universität Cambridge und wurde dort 1986 promoviert mit einer Dissertation über die Horner-Wadsworth-Emmons-Reaktion. Als Post-Doktorand war er an der University of Wisconsin-Madison und an der Stanford University bei Barry Trost. Ab 1989 war er wieder in Liverpool, wo er 2015 Professor wurde. Er ist dort Director of Learning and Teaching in Chemie und leitet die Technology Enhanced Learning (TEL) Arbeitsgruppe.
Er ist Ko-Autor eines verbreiteten Lehrbuchs der Organischen Chemie. Er entwickelte Software für interaktive dreidimensionale Darstellung von Molekülen (ChemTube3D).
Greeves befasst sich mit organischer Synthese und Entwicklung von stereoselektiven Methoden dafür insbesondere zur Synthese biologisch aktiver Substanzen und Naturstoffe. Er entwickelte mit Helen Aspinall neue metallorganische Reagenzien und Katalysatoren zur Bildung von C-C-Bindungen und befasst sich mit Grüner Chemie (Gewinnung nützlicher Chemikalien aus Biomasse).
2009 erhielt er eine HEA National Teaching Fellowship und wurde 2014 Senior Fellow der HEA. 2015 erhielt er den Nyholm Prize for Education der Royal Society of Chemistry.
2002 war er Gastprofessor an der Universität Louvain-la-Neuve.

## Schriften
- mit Jonathan Clayden, Stuart Warren: Organic Chemistry, Oxford University Press, 2. Auflage 2012. ISBN 978-0-19-927029-3
  - Deutsche Ausgabe: Organische Chemie, Springer Spektrum 2013, ISBN 3642347150